# 백산말갈
백산말갈(白山靺鞨)은 말갈의 7부족 중 하나로 위치에 대해서는 백두산 주변과 연변 지역 일대로 보는 설이 주류를 이루고 있었는데, 최근 함경도 쪽으로 내려 보거나 연변 지역과 한반도 동북부 지역을 모두 포괄한 것으로 보는 설이 제기되었다. 그러나 백산말갈의 동쪽으로 비정되는 어떠한 말갈 세력도 없음을 감안하여 연해주 남부 일대까지를 고고학적으로 백산말갈의 맥락에서 이해해도 큰 지장은 없기 때문에, 고구려의 책성 치소로 꼽히는 연변과 함께 연해주 일대도 백산말갈의 거주지로 추정된다.
요대에 장백산삼십부여진(長白山三十部女眞)은 백산말갈(白山靺鞨)에서 기원한다고 추정하기도 하는데 요나라 때에 이르러 이 갈레의 여진인들은 지금의 중국 연변 지구, 통화(通化) 지구 남부와 두만강 이남과 북한의 함경남·북 양도, 량강도·자강도, 곧 함흥평야 지구 일대에 거주했다. 요 성종 개태 원년(1012)에, 장백산삼십부여직(長白山三十部女直) 추장이 와서 공물을 바치고 작위와 봉록을 내려달라고 청하였다. 같은 해, 여진추장 마시저(馬尸底)가 삼십성부락(三十姓部落)의 자제들을 거느리고 와서 고려에 토마(土馬)를 바쳤다고 하는데, 삼십성부락(三十姓部落)은 곧 장백산삼십부여진(長白山三十部女眞)이다. 이 두개의 사료는 동시에 설명될 수 있을 것 같으니, 적어도 이 때가 바로 1012년, 장백산여진(長白山女眞)이 이미 30부로 발전하여 부락연맹을 결성하고 적극적으로 외부관계에 관여하였다. 이 부는 《고려사》 등에서 동여진(東女眞)·동번(東蕃)·동북여진(東北女眞)으로도 칭하였다. 이는 지역으로부터 출발하여 고려를 중심으로 그 방향에 따른 칭호였다. 백산말갈은 고려를 부모로 삼고 관계를 지속했다.

## 같이 보기
- 말갈
- 속말말갈
- 흑수말갈
- 생여진